# Randall Lewis
Randall Lewis est un lutteur américain spécialiste de la lutte libre né le 7 juin 1959 à Rapid City.

## Biographie
Randall Lewis participe aux Jeux olympiques d'été de 1984 à Los Angeles dans la catégorie des poids plumes et remporte la médaille d'or.